# Bilan saison par saison du Eissportverein Zoug
Le Eissportverein Zoug est une équipe membre de la Swiss Ice Hockey Federation (Fédération suisse de hockey sur glace). Cette page retrace ses résultats, depuis sa création, dans les différentes compétitions auxquelles elle a participé.

## Championnat de Suisse
Ce chapitre récapitule le parcours de l’équipe en championnat.

### Avant l'introduction des séries éliminatoires
| Saison    | PJ    | V     | D    | N   | BP     | BC     | Pts   | Classement                                             | Remarque                                                             | Entraîneur                     |
| --------- | ----- | ----- | ---- | --- | ------ | ------ | ----- | ------------------------------------------------------ | -------------------------------------------------------------------- | ------------------------------ |
| 1967-1968 |       |       |      |     |        |        |       |                                                        |                                                                      | Jürg Bosshard                  |
| 1968-1969 |       |       |      |     |        |        |       |                                                        | Promu en 1L                                                          | Walter Wipf                    |
| 1969-1970 | 16    |       |      |     |        |        |       | 1er du groupe II de 1L 3e du tour est de promotion     |                                                                      | Walter Wipf                    |
| 1970-1971 | 18    |       |      |     | 104    | 57     | 27    | 3e du groupe II de 1L                                  |                                                                      | Walter Wipf                    |
| 1971-1972 | 18    |       |      |     | 125    | 55     | 28    | 2e du groupe II de 1L                                  |                                                                      | Derek Holmes (en)              |
| 1972-1973 | 18    | 18    | 0    | 0   | 142    | 16     | 36    | 1er du groupe II de 1L                                 | Demi-finale de 1L : · 1-6 / 4-4 HC Arosa                             | Reto Stuppan                   |
| 1973-1974 | 18    | 18    | 0    | 0   | 181    | 29     | 36    | 1er du groupe II de 1L                                 | 2-1 HC Coire · 2-0 EHC Uzwil (de) · 2-0 SC Langenthal · Promu en LNB | Reto Stuppan                   |
| 1974-1975 | 14    | 12 10 | 1 3  | 1   | 82 86  | 31 51  | 25 21 | 1er du groupe est de LNB 2e de la poule de promotion   |                                                                      | Reto Stuppan                   |
| 1975-1976 | 14    | 11 12 | 2    | 1 0 | 84 102 | 40 53  | 23 24 | 1er du groupe est de LNB 1er de la poule de promotion  | Promu en LNA                                                         | Reto Stuppan                   |
| 1976-1977 | 28    | 6     | 18   | 4   | 96     | 113    | 16    | 8e de LNA                                              | Relégué en LNB                                                       | Jorma Peltonen / Dany Smit     |
| 1977-1978 | 30    | 23    | 6    | 1   | 157    | 80     | 47    | 2e de LNB                                              |                                                                      | Dany Smit / Reto Stuppan       |
| 1978-1979 | 30    | 22    | 6    | 2   | 168    | 80     | 46    | 2e de LNB                                              |                                                                      | Stu Robertson                  |
| 1979-1980 | 28    | 9     | 14   | 5   | 117    | 142    | 23    | 5e du groupe est de LNB                                |                                                                      | Jürg Schafroth                 |
| 1980-1981 | 28 6  | 6 3   | 21 1 | 1 2 | 107 38 | 171 30 | 13 8  | 8e du groupe est de LNB 2e de la poule de maintien     |                                                                      | Jorma Peltonen / Peter Gaw     |
| 1981-1982 | 28 10 | 3 2   | 22 8 | 3 0 | 97 36  | 168 56 | 9 4   | 8e du groupe est de LNB 6e de la poule est de maintien | Relégué en 1L                                                        | Clifford Stewart / Bruce Rolin |
| 1982-1983 | 18    | 18    | 0    | 0   | 151    | 36     | 36    | 1er du groupe II de 1L                                 | 2-0 HC Ascona (it) · 2-0 EHC Uzwil (de) · Promu en LNB               | František Dům                  |
| 1983-1984 | 28 14 | 7 8   | 16 5 | 5 1 | 105 82 | 139 69 | 19    | 7e du groupe est de LNB 3e de la poule est de maintien |                                                                      | František Dům                  |
| 1984-1985 | 26 14 | 14 5  | 11 8 | 1   | 133 48 | 127 84 | 29 11 | 6e de LNB 6e du tour final LNA/LNB                     |                                                                      | František Dům                  |

### Après l'introduction des séries éliminatoires
| Saison    | PJ   | V    | VP  | VF  | D    | DP  | DF  | N | BP     | BC     | Pts         | Classement                         | Séries éliminatoires                                                                     | Entraîneur                              |
| --------- | ---- | ---- | --- | --- | ---- | --- | --- | - | ------ | ------ | ----------- | ---------------------------------- | ---------------------------------------------------------------------------------------- | --------------------------------------- |
| 1985-1986 | 36   | 13   | —   | —   | 17   | —   | —   | 6 | 131    | 142    | 32          | 8e de LNB                          | Non qualifié                                                                             | Andy Murray / Dan Hobér                 |
| 1986-1987 | 36   | 21   | —   | —   | 11   | —   | —   | 4 | 194    | 131    | 46          | 3e de LNB                          | 3-1 ZSC Lions · 2-0 SC Langnau · Promu en LNA                                            | Andy Murray                             |
| 1987-1988 | 36   | 13   | —   | —   | 18   | —   | —   | 5 | 136    | 178    | 31          | 6e de LNA                          | Non qualifié                                                                             | Andy Murray                             |
| 1988-1989 | 36   | 17   | —   | —   | 16   | —   | —   | 3 | 184    | 171    | 37          | 5e de LNA                          | 1-2 HC Ambrì-Piotta                                                                      | William Flynn (de)                      |
| 1989-1990 | 36   | 13   | —   | —   | 19   | —   | —   | 4 | 149    | 169    | 30          | 6e de LNA                          | 0-2 HC Bienne                                                                            | Per Bäckman (en) / Roland von Mentlen   |
| 1990-1991 | 36   | 10   | —   | —   | 21   | —   | —   | 5 | 136    | 179    | 25          | 8e de LNA                          | 0-3 CP Berne                                                                             | Kent Ruhnke / Roland von Mentlen        |
| 1991-1992 | 36   | 16   | —   | —   | 15   | —   | —   | 5 | 133    | 129    | 37          | 5e de LNA                          | 2-3 HC Ambrì-Piotta                                                                      | Björn Kinding                           |
| 1992-1993 | 36   | 19   | —   | —   | 14   | —   | —   | 3 | 144    | 117    | 41          | 5e de LNA                          | 1-4 HC Lugano                                                                            | Björn Kinding                           |
| 1993-1994 | 36   | 19   | —   | —   | 14   | —   | —   | 3 | 152    | 135    | 41          | 4e de LNA                          | 3-2 CP Berne · 1-3 HC Fribourg-Gottéron                                                  | Björn Kinding                           |
| 1994-1995 | 36   | 22   | —   | —   | 10   | —   | —   | 4 | 152    | 125    | 48          | 1er de LNA                         | 3-2 ZSC Lions · 3-0 HC Fribourg-Gottéron · 1-3 EHC Kloten                                | James Koleff (en) / Sean Simpson        |
| 1995-1996 | 36   | 18   | —   | —   | 15   | —   | —   | 3 | 149    | 129    | 39          | 4e de LNA                          | 3-2 HC Davos · 1-3 CP Berne                                                              | James Koleff                            |
| 1996-1997 | 46   | 26   | —   | —   | 15   | —   | —   | 5 | 188    | 142    | 57          | 2e de LNA                          | 3-0 SC Rapperswil-Jona · 3-0 HC Davos · 1-3 CP Berne                                     | James Koleff                            |
| 1997-1998 | 40   | 24   | —   | —   | 10   | —   | —   | 6 | 151    | 109    | 54          | 1er de LNA                         | 4-3 SC Rapperswil-Jona · 4-3 HC Ambrì-Piotta · 4-2 HC Davos · Champion de Suisse (1)     | Sean Simpson                            |
| 1998-1999 | 44   | 20   | —   | —   | 19   | —   | —   | 6 | 157    | 130    | 46          | 5e de LNA                          | 4-2 CP Berne · 1-4 HC Lugano                                                             | Sean Simpson                            |
| 1999-2000 | 45   | 24   | —   | —   | 15   | —   | —   | 6 | 154    | 148    | 54          | 3e de LNA                          | 4-3 Kloten Flyers · 0-4 ZSC Lions                                                        | Rauno Korpi / André Peloffy             |
| 2000-2001 | 44   | 25   | —   | —   | 17   | —   | —   | 2 | 166    | 143    | 52          | 4e de LNA                          | 0-4 Kloten Flyers                                                                        | André Peloffy                           |
| 2001-2002 | 44   | 18   | —   | —   | 18   | —   | —   | 8 | 119    | 127    | 44          | 7e de LNA                          | 2-4 HC Lugano                                                                            | Douglas Mason                           |
| 2002-2003 | 44   | 14   | —   | —   | 25   | —   | —   | 5 | 110    | 142    | 33          | 10e de LNA                         | Non qualifié                                                                             | Doug Mason Serge Pelletier Sean Simpson |
| 2003-2004 | 48   | 21   | —   | —   | 22   | —   | —   | 5 | 117    | 147    | 47          | 7e de LNA                          | 1-4 CP Berne                                                                             | Sean Simpson                            |
| 2004-2005 | 44   | 20   | —   | —   | 16   | —   | —   | 8 | 140    | 132    | 48          | 4e de LNA                          | 4-0 Genève-Servette HC · 1-4 ZSC Lions                                                   | Sean Simpson                            |
| 2005-2006 | 44   | 20   | —   | —   | 19   | —   | —   | 5 | 142    | 146    | 45          | 5e de LNA                          | 3-4 Rapperswil-Jona Lakers                                                               | Sean Simpson                            |
| 2006-2007 | 44   | 22   | 6   |     | 3    | 13  |     | — | 153    | 117    | 81          | 3e de LNA                          | 4-3 Rapperswil-Jona Lakers · 1-4 CP Berne                                                | Sean Simpson                            |
| 2007-2008 | 50   | 24   | 5   |     | 17   | 4   |     | — | 174    | 151    | 86          | 4e de LNA                          | 3-4 HC Davos                                                                             | Sean Simpson                            |
| 2008-2009 | 50   | 20   | 1   | 2   | 22   | 3   | 2   | — | 171    | 166    | 50          | 8e de LNA                          | 4-2 CP Berne · 0-4 Kloten Flyers                                                         | Douglas Shedden                         |
| 2009-2010 | 50   | 29   | 1   | 3   | 14   | 2   | 1   | — | 165    | 125    | 98          | 3e de LNA                          | 4-3 ZSC Lions · 2-4 Genève-Servette HC                                                   | Douglas Shedden                         |
| 2010-2011 | 50   | 26   | 3   | 3   | 14   | 2   | 2   | — | 176    | 143    | 94          | 4e de LNA                          | 4-2 Genève-Servette HC · 0-4 HC Davos                                                    | Douglas Shedden                         |
| 2011-2012 | 50   | 24   | 3   | 5   | 8    | 4   | 6   | — | 173    | 131    | 98          | 1er de LNA                         | 4-1 HC Bienne · 0-4 ZSC Lions                                                            | Douglas Shedden                         |
| 2012-2013 | 50   | 26   | 0   | 3   | 14   | 3   | 4   | — | 172    | 154    | 91          | 3e de LNA                          | 4-3 HC Lugano · 3-4 CP Berne                                                             | Douglas Shedden                         |
| 2013-2014 | 50 6 | 15 4 | 5 0 | 1 0 | 20 2 | 2 0 | 7 0 | — | 132 20 | 156 19 | 66 12       | 10e de LNA 2e du tour de placement |                                                                                          | Douglas Shedden                         |
| 2014-2015 | 50   | 24   | 2   | 5   | 13   | 2   | 4   | — | 166    | 126    | 92          | 4e de LNA                          | 2-4 HC Davos                                                                             | Harold Kreis                            |
| 2015-2016 | 50   | 24   | 3   | 2   | 15   | 3   | 3   | — | 161    | 138    | 88          | 4e de LNA                          | 0-4 HC Lugano                                                                            | Harold Kreis                            |
| 2016-2017 | 50   | 28   | 2   | 1   | 13   | 3   | 3   | — | 153    | 122    | 96          | 3e de LNA                          | 4-0 Genève-Servette HC · 4-2 HC Davos · 2-4 CP Berne                                     | Harold Kreis                            |
| 2017-2018 | 50   | 23   | 3   | 7   | 15   | 1   | 1   | — | 153    | 122    | 91          | 2e de NL                           | 1-4 ZSC Lions                                                                            | Harold Kreis                            |
| 2018-2019 | 50   | 30   | 0   | 1   | 14   | 4   | 1   | — | 159    | 115    | 97          | 2e de NL                           | 4-0 HC Lugano 4-1 Lausanne HC 1-4 CP Berne                                               | Dan Tangnes (en)                        |
| 2019-2020 | 50   | 23   | 3   | 4   | 13   | 5   | 2   | — | 147    | 124    | 90          | 2e de NL                           | Championnat annulé après la saison régulière à cause du coronavirus                      | Dan Tangnes                             |
| 2020-2021 | 52   | 33   | 5   | 2   | 6    | 3   | 3   | — | 192    | 128    | 2,288 (119) | 1er de NL                          | 4-2 CP Berne 3-1 SC Rapperswil-Jona Lakers 3-0 Genève-Servette HC Champion de Suisse (2) | Dan Tangnes                             |
| 2021-2022 | 52   | 24   | 10  | 2   | 12   | 4   | 0   | — | 177    | 127    | 1,923 (100) | 1er de NL                          | 4-0 HC Lugano 4-0 HC Davos 4-3 ZSC Lions Champion de Suisse (3)                          | Dan Tangnes                             |
| 2022-2023 | 52   | 21   | 2   | 4   | 18   | 5   | 2   | — | 165    | 154    | 82          | 6e de NL                           | 4-2 SC Rapperswil-Jona Lakers 1-4 Genève-Servette HC                                     | Dan Tangnes                             |
| 2023-2024 | 52   | 21   | 5   | 4   | 16   | 4   | 2   | — | 161    | 135    | 87          | 4e de NL                           | 4-3 CP Berne 0-4 ZSC Lions                                                               | Dan Tangnes                             |
| 2024-2025 | 52   | 25   | 4   | 1   | 19   | 3   | 0   | — | 173    | 136    | 88          | 4e de NL                           | 0-4 HC Davos                                                                             | Dan Tangnes                             |

## Coupe de Suisse
Ce chapitre récapitule le parcours de l’équipe en Coupe de Suisse.
| Édition                                    | Tour                | Parcours | Entraîneur       |
| ------------------------------------------ | ------------------- | --- | ---------------- |
| 1971-1972                                  | Ne participe pas    | Ne participe pas | Ne participe pas |
| Aucune édition disputée entre 1973 et 2013 |                     | |                  |
| 2014-2015                                  | Huitièmes de finale | 7-1 EHC Winterthour (1L) · 1-4 ZSC Lions (LNA)                                                                            | Harold Kreis     |
| 2015-2016                                  | Huitièmes de finale | 3-2 HC Olten (LNB) · 3-8 CP Berne (LNA)                                                                                   | Harold Kreis     |
| 2016-2017                                  | Demi-finales        | 10-1 EHC Wiki-Münsingen (1L) · 3-0 HC Olten (LNB) · 2-1 HC Fribourg-Gottéron (LNA) · 2-3 Genève-Servette HC (LNA)         | Harold Kreis     |
| 2017-2018                                  | Quarts de finale    | 8-0 EHC Wiki-Münsingen (MSL) · 4-2 EHC Kloten (NL) · 1-5 SC Rapperswil-Jona Lakers (SL)                                   | Harold Kreis     |
| 2018-2019                                  | Vainqueur (1)       | 4-1 EHC Winterthour (SL) 4-3 HC Lugano (NL) 4-3 EHC Kloten (SL) 3-2 fus. CP Berne (NL) 5-1 SC Rapperswil-Jona Lakers (NL) | Dan Tangnes (en) |
| 2019-2020                                  | Quarts de finale    | 6-0 HC Thurgovie (SL) 4-1 HC Viège (SL) 0-4 SC Rapperswil-Jona Lakers (NL)                                                | Dan Tangnes      |
| 2020-2021                                  | Huitièmes de finale | 25-1 EHC Raron (2L) 1-2 a. p. SC Langenthal (SL)                                                                          | Dan Tangnes      |

## Coupes d’Europe
Ce chapitre récapitule le parcours de l’équipe en Coupes d’Europe.

### Ligue européenne de hockey
| Édition   | Tour             | Parcours | Entraîneur   |
| --------- | ---------------- | --- | ------------ |
| 1997-1998 | Phase de groupes | Phase de groupes : · 8-1 HC Amiens Somme · 3-5 HC Petra Vsetín · 4-1 HK Lada Togliatti · 1-3 HK Lada Togliatti · 0-3 HC Petra Vsetín · 2-1 HC Amiens Somme | Sean Simpson |
| 1998-1999 | Phase de groupes | Phase de groupes : · 7-3 Vålerenga · 5-8 HK Dinamo Moscou · 4-3 a. p. VEU Feldkirch · 7-4 VEU Feldkirch · 1-3 HK Dinamo Moscou · 3-5 Vålerenga             | Sean Simpson |

### Ligue des champions
| Édition   | Tour                                         | Parcours | Entraîneur                                   |
| --------- | -------------------------------------------- | --- | -------------------------------------------- |
| 2014-2015 | Phase de groupes                             | Phase de groupes : · 1-2 SaiPa · 5-2 HC Vítkovice · 3-2 ERC Ingolstadt · 3-2 HC Vítkovice · 0-3 SaiPa · 2-3 fus. ERC Ingolstadt | Harold Kreis                                 |
| 2015-2016 | Phase de groupes                             | Phase de groupes : · 0-7 Tappara · 2-3 Djurgårdens IF · 3-5 Djurgården IF · 1-3 Tappara | Harold Kreis                                 |
| 2016-2017 | Seizièmes de finale                          | Phase de groupes : · 8-3 HIFK · 2-1 HIFK · 4-1 Esbjerg Energy · 3-2 fus. Esbjerg Energy · Séries éliminatoires : · 0-4 / 1-2 Eisbären Berlin                                                                                             | Harold Kreis                                 |
| 2017-2018 | Huitièmes de finale                          | Phase de groupes : · 2-3 JYP Jyväskylä · 3-2 HK Nioman Hrodna · 3-2 fus. HK Nioman Hrodna · 6-3 JYP Jyväskylä · 3-5 Capitals de Vienne · 3-1 Capitals de Vienne · Séries éliminatoires : · 3-4 / 2-5 HC Kometa Brno                      | Harold Kreis                                 |
| 2018-2019 | Huitièmes de finale                          | Phase de groupes : 5-3 Eisbären Berlin 4-2 HK Neman Grodno 6-1 Eisbären Berlin 2-3 a. p. HK Neman Grodno 3-2 HC Kometa Brno 2-1 HC Kometa Brno Séries éliminatoires : 3-2 / 0-2 EHC Red Bull Munich                                      | Dan Tangnes (en)                             |
| 2019-2020 | Quarts de finale                             | Phase de groupes : 5-2 Rungsted IK 3-4 fus. Hämeenlinnan PK 5-0 Rungsted IK 3-1 Hämeenlinnan PK 5-2 HC Škoda Plzeň 1-2 fus. HC Škoda Plzeň Séries éliminatoires : 3-3 / 3-1 Tappara 1-1 / 0-4 Mountfield HK                              | Dan Tangnes                                  |
| 2020-2021 | Annulée en raison de la pandémie de Covid-19 | Annulée en raison de la pandémie de Covid-19 | Annulée en raison de la pandémie de Covid-19 |
| 2021-2022 | Phase de groupes                             | Phase de groupes : 3-5 Rögle BK 10-0 SønderjyskE 1-2 a. p. Rögle BK 9-3 SønderjyskE 4-3 Red Bull Munich 1-6 Red Bull Munich | Dan Tangnes                                  |
| 2022-2023 | Demi-finale                                  | Phase de groupes : 5-2 Grizzlys Wolfsbourg 4-0 TPS 4-3 a. p. Grizzlys Wolfsbourg 6-1 TPS 3-1 HK Olimpija Ljubljana 5-2 HK Olimpija Ljubljana Séries éliminatoires : 5-1 / 5-1 EHC Munich 2-2 / 2-1 a. p. Mountfield HK 0-2 / 2-3 Tappara | Dan Tangnes                                  |